# بودانیار
بودانیار (به لاتین: Budanyar) یک منطقهٔ مسکونی در روسیه است که در باشقیرستان واقع شده‌است.